# Dror Zahavi

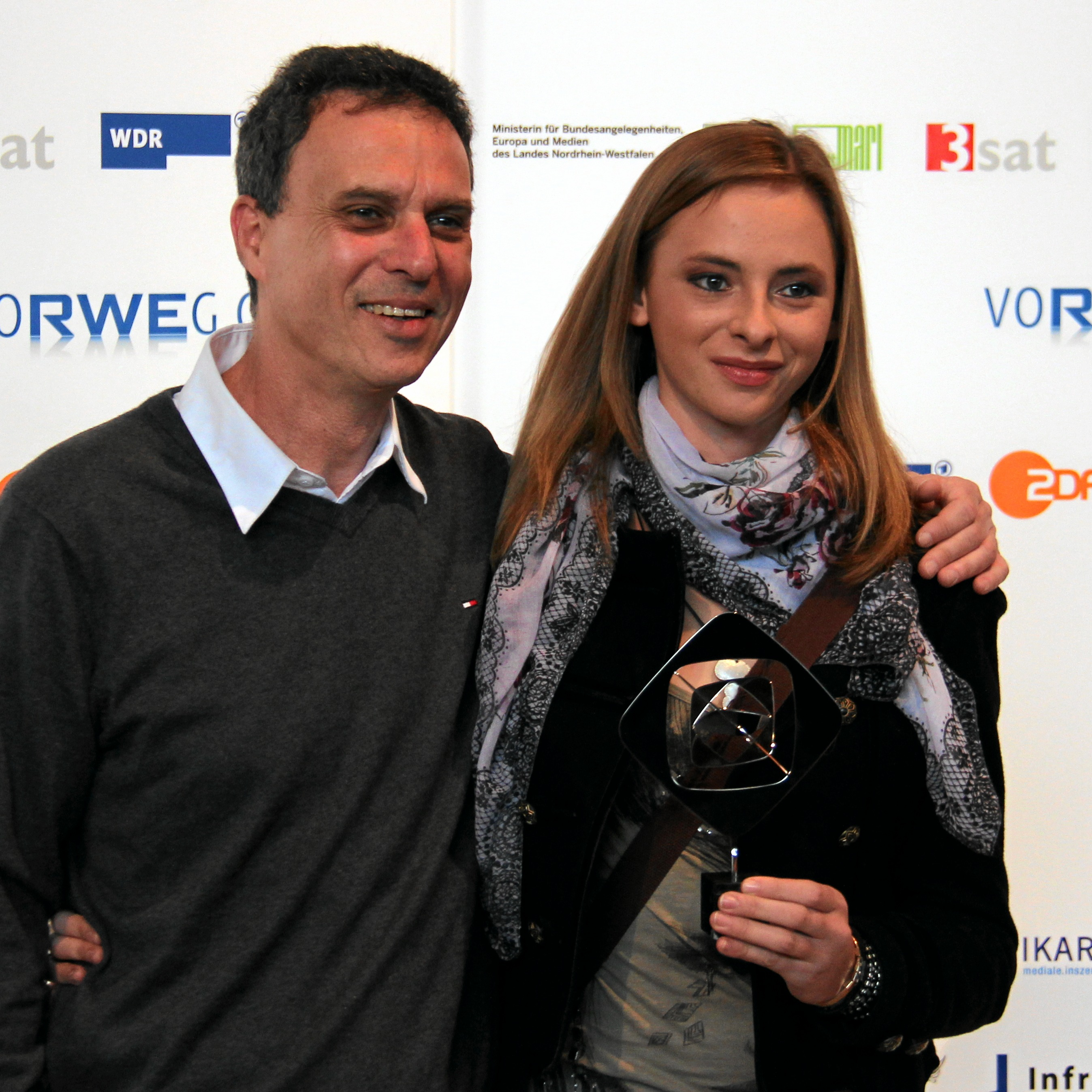
Dror Zahavi und Carolyn Genzkow bei der Grimme-Preisverleihung 2011

Dror Zahavi (hebräisch דרור זהבי; * 6. Februar 1959 in Tel Aviv) ist ein israelischer Filmregisseur, der vorwiegend für das deutsche Fernsehen tätig ist.

## Leben
Zahavi wuchs in einer ärmeren Gegend im Süden von Tel Aviv auf. 1982 ging er in die DDR, wo ihm mit einem Stipendium ein Regiestudium an der Hochschule für Film und Fernsehen „Konrad Wolf“ in Potsdam-Babelsberg ermöglicht wurde. Sein Abschlussfilm Alexander Penn – ich will sein in allem war 1988 für den Studenten-Oscar nominiert. Nach dem Studium arbeitete Zahavi als Filmkritiker in Israel. Zunächst während der Wende 1989 und dann endgültig 1991 kehrte er nach Berlin zurück, wo er seitdem lebt. Nach zahlreichen Fernseharbeiten veröffentlichte er 2008 seinen ersten Kinofilm Alles für meinen Vater, der den Konflikt zwischen Israel und Palästina thematisierte.
Sein Sohn ist der Sportjournalist Uri Zahavi (* 1990), seine Tochter Lili Zahavi (* 1992) ist als Schauspielerin und Filmemacherin tätig.
Zahavi ist Mitglied im Bundesverband Regie (BVR).

## Filmografie
- 1991: Der Besucher
- 1995: Verbotene Liebe (u. a. Regie der ersten Folge)
- 1996: Die Männer vom K3 – Kurz nach Mitternacht
- 1997–2006: Doppelter Einsatz (sieben Folgen)
- 1998: Die vier Spezialisten – Ein 100.000 Dollar-Job
- 1998: Alarm für Cobra 11 – Die Autobahnpolizei (zwei Folgen)
- 1999: Delta Team – Auftrag geheim (Der Zeuge)
- 2000: Der Kuss meiner Schwester
- 2000: Zwei Mädels auf Mallorca: Die heißeste Nacht des Jahres
- 2000: Familie und andere Glücksfälle
- 2001: Die Salsaprinzessin
- 2002: Der Mann von nebenan
- 2002: Am Ende des Tunnels
- 2002: Mutter auf der Palme
- 2004: Eine verflixte Begegnung im Mondschein
- 2005: Die Luftbrücke – Nur der Himmel war frei
- 2007: Der geheimnisvolle Schatz von Troja
- 2008: Alles für meinen Vater (Sof Shavua B’Tel Aviv)
- 2009: Mein Leben – Marcel Reich-Ranicki
- 2009: Tatort: Das Gespenst
- 2010: Zivilcourage
- 2010: Der Uranberg
- 2011: Kehrtwende
- 2011: Polizeiruf 110: Blutige Straße
- 2012: München 72 – Das Attentat
- 2012: Und alle haben geschwiegen
- 2013: Bloch: Das Labyrinth
- 2013: Das Jerusalem-Syndrom
- 2014: Tatort: Franziska
- 2014: Tatort: Auf ewig Dein
- 2014: Alles muss raus – Eine Familie rechnet ab (Fernsehzweiteiler)
- 2015: Tatort: Kollaps
- 2015: Herbe Mischung
- 2015: Tatort: Ätzend
- 2016: Tatort: Der König der Gosse
- 2016: Familie! (Fernsehfilm)
- 2018: Tatort: Tollwut
- 2018: Schattengrund – Ein Harz-Thriller
- 2019: Crescendo
- 2020: Das Geheimnis der Freiheit
- 2020: Little America
- 2021: Ein Hauch von Amerika
- 2021: Polizeiruf 110: Hermann
- 2023: Polizeiruf 110: Little Boxes
- 2025: Polizeiruf 110: Ein feiner Tag für den Bananenfisch

## Auszeichnungen
- 1999: Bayerischer Fernsehpreis in der Kategorie Beste Regie für Doppelter Einsatz – Die Todfreundin
- 1999: Deutscher Fernsehpreis in der Kategorie Beste Regie Serie für Doppelter Einsatz – Die Todfreundin
- 2006: Goldene Kamera in der Kategorie Bester Film für Die Luftbrücke
- 2008: Publikumspreis beim Internationalen Filmfestival Moskau für Alles für meinen Vater
- 2008: Grand Prix des Internationalen Filmfestival Sofias für Alles für meinen Vater
- 2009: Festival Grand Prize beim Stony Brook Filmfestival für Alles für meinen Vater
- 2010: Nominierung für den International Emmy Award in der Kategorie TV-Movies/Mini-Series für Mein Leben – Marcel Reich-Ranicki
- 2011: Goldene Kamera in der Kategorie Bester deutscher Fernsehfilm für Zivilcourage
- 2011: Publikumspreis der Marler Gruppe beim Grimme-Preis für Zivilcourage
- 2012: Robert-Geisendörfer-Preis für Kehrtwende (Kategorie Fernsehen)